# Manu Lama
Manuel Lama Maroto (sinh ngày 12 tháng 2 năm 2001) là một cầu thủ bóng đá người Tây Ban Nha hiện tại đang thi đấu ở vị trí hậu vệ cho câu lạc bộ Fuenlabrada.

## Sự nghiệp thi đấu

### Atlético Madrid
Lama bắt đầu sự nghiệp thi đấu của mình ở câu lạc bộ Atlético Madrid tại La Liga.

### Cho mượn tại CF La Nucía
Năm 2020, anh được đem cho mượn tại câu lạc bộ La Nucía ở giải hạng 3 Tây Ban Nha.

### CF Fuenlabrada
Ngày 27 tháng 1 năm 2023, Lama chuyển tới câu lạc bộ Fuenlabrada bằng bản hợp đồng kéo dài 2,5 năm, có thời hạn đến tháng 6 năm 2025.

## Đời tư
Lama là con trai của bình luận viên thể thao người Tây Ban Nha, Manolo Lama.